# Lisbourg
Lisbourg (Nederlands: Liegesboort) ist eine französische Gemeinde mit 591 Einwohnern (Stand 1. Januar 2022) im Département Pas-de-Calais in der Region Hauts-de-France. Sie gehört zum Arrondissement Arras, zum Kanton Saint-Pol-sur-Ternoise und zum Gemeindeverband Ternois.

## Lage
Die Gemeinde Lisbourg liegt an der Quelle der Leie (Lys) im Artois, 30 Kilometer östlich von Montreuil-sur-Mer. Nachbargemeinden von Lisbourg sind Beaumetz-lès-Aire im Norden, Laires im 'Noedosten, Prédefin im Osten, Équirre im Südosten, Crépy im Süden, Verchin im Südwesten sowie Hézecques im Nordwesten.

## Bevölkerungsentwicklung
| Jahr                       | 1962 | 1968 | 1975 | 1982 | 1990 | 1999 | 2006 | 2012 | 2022 |
| -------------------------- | ---- | ---- | ---- | ---- | ---- | ---- | ---- | ---- | ---- |
| Einwohner                  | 682  | 656  | 678  | 706  | 655  | 587  | 566  | 571  | 591  |
| Quellen: Cassini und INSEE |      |      |      |      |      |      |      |      |      |

## Sehenswürdigkeiten

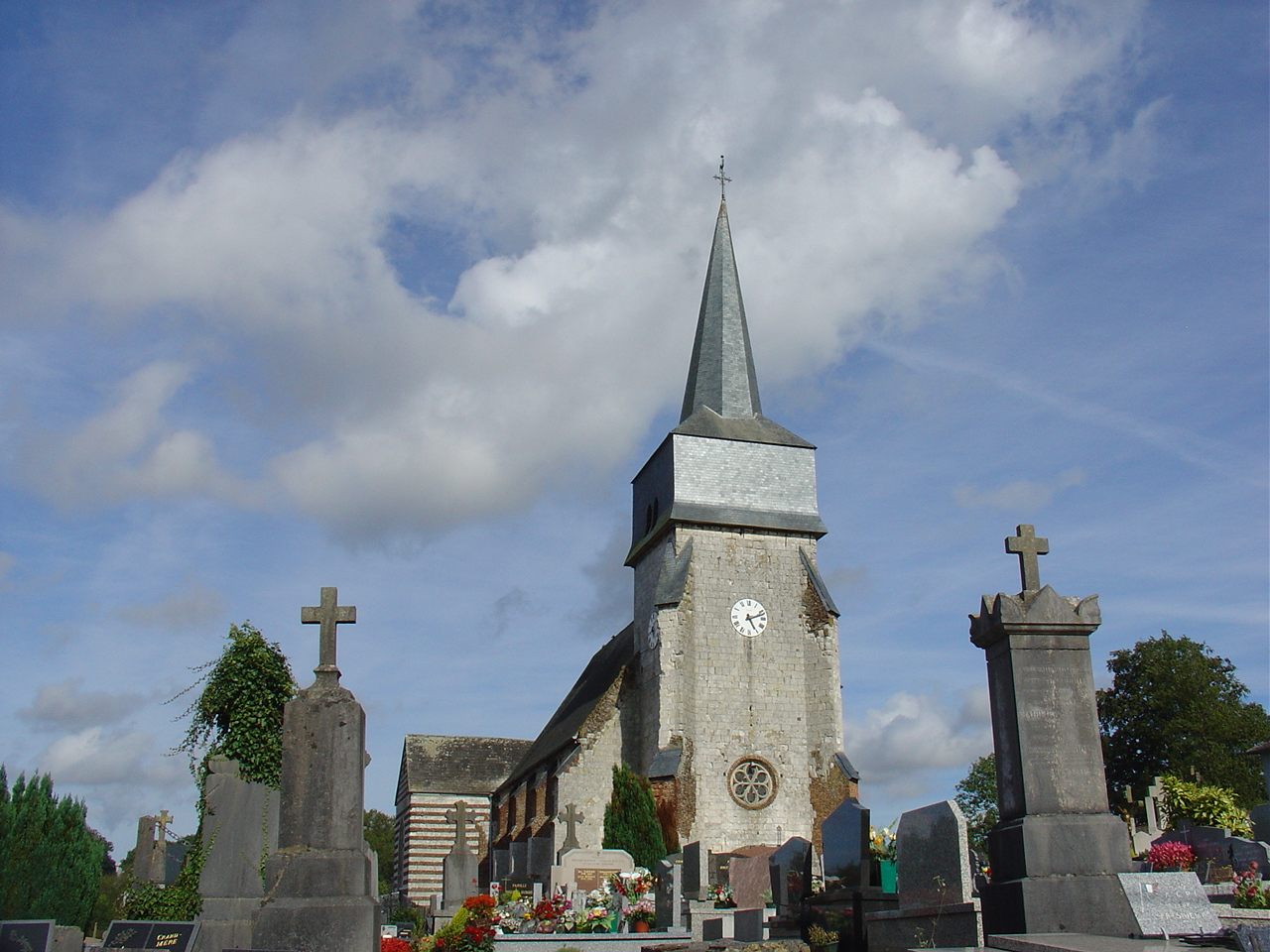
Kirche Saint-Omer
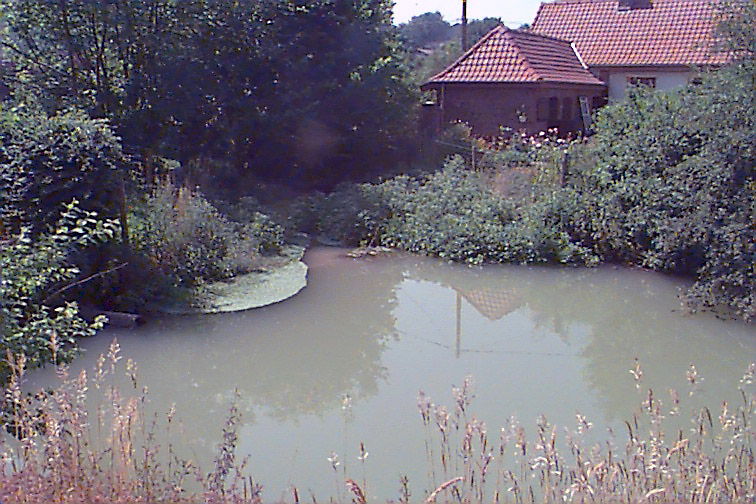
Leie-Quelle

- Kirche Saint-Omer
- Leie-Quelle

## Belege
1. ↑  Noms de Communes du Nord-Pas de Calais en Langue Flamande: proussel.voila.net (Memento des Originals vom 5. Juli 2015 im Internet Archive)  Info: Der Archivlink wurde automatisch eingesetzt und noch nicht geprüft. Bitte prüfe Original- und Archivlink gemäß Anleitung und entferne dann diesen Hinweis.